# Bae Doona
Bae Doona (Koreaans: 배두나; ook gecrediteerd als Doona Bae) (Seoel, 11 oktober 1979) is een Zuid-Koreaanse actrice en fotografe.
Doona werd buiten haar geboorteland bekend door haar rollen als politiek activist Cha Yeong-mi in de film Sympathy for Mr. Vengeance (2002) van Park Chan-wook en  boogschutter Park Nam-joo in de film The Host (2006) van Bong Joon-ho. Ze heeft Engelssprekende rollen gehad in de Wachowski-films Cloud Atlas (2012) en Jupiter Ascending (2015), evenals in hun Netflix-televisieserie Sense8 (2015-2018).